# دوناسنت‌پال
دوناسِنت‌پال (به مجاری:  Dunaszentpál) یک شهرداری در مجارستان است که در ناحیه دیور واقع شده‌است. دوناسنت‌پال ۹٫۸۱ کیلومتر مربع مساحت و ۶۶۷ نفر جمعیت دارد.